# Budapest Honvéd (water-polo)
Le  Budapest Honvéd (appelé pendant un temps Domino BHSE ou Domino Honvéd) est la section water-polo du Honvéd, club omnisports de Budapest, en Hongrie. Comme les équipes masculines de football et de handball, celle de water-polo est championne d'Europe des clubs, titre acquis en 2004.

## Historique
Le Domino exerce une suprématie sur le championnat hongrois dans la première moitié des années 2000, en remportant six titres d'affilée de 2001 à 2006. En 2004, il s'impose en Euroligue.

## Palmarès féminin

### Europe
- 1 supercoupe : 2006[1].
- 1 trophée LEN : 2006.

### National
- 3 fois champion de Hongrie : 2006, 2007 et 2008.

## Palmarès masculin

### Europe
- 1 supercoupe : 2004.
- 1 Euroligue : 2004.

### National
- 2 supercoupes : 2002 et 2005.
- 6 fois champion de Hongrie : 2001, 2002, 2003, 2004, 2005 et 2006.
- 8 coupes de Hongrie : 1953, 1954, 1959, 1979, 1999, 2006 et 2010[2].